# Gentle Eyes
Gentle Eyes è un album di Art Farmer, pubblicato dalla Mainstream Records nel 1972. I brani furono registrati a Vienna nel 1972.

## Tracce
Lato A
1. A Time for Love – 5:15 (Johnny Mandel, Paul Francis Webster)
2. Didn't We – 3:03 (Jim Webb)
3. Soulsides – 4:23 (Erich Kleinschuster)
4. So Are You – 3:30 (Hans Salomon)
5. Song of No Regrets – 4:53 (Sergio Mendes)

Lato B
1. Gentle Rain – 4:51 (Luiz Bonfà)
2. We've Only Just Begun – 3:10 (Paul Williams, Roger Nichols)
3. God Bless the Child – 4:50 (Arthur Herzog, Billie Holiday)
4. Gloomy Morning – 5:10 (Hans Salomon)
5. Gentle Eyes – 3:25 (Fritz Pauer)

Edizione CD del 1993, pubblicato dalla Sony Records
1. A Time for Love – 5:22 (Johnny Mandel, Paul Francis Webster)
2. Didn't We – 3:07 (Jimmy Webb)
3. Soulsides – 4:28 (Erich Kleinschuster)
4. So Are You – 3:36 (Hans Salomon)
5. Song of No Regrets – 4:59 (Sergio Mendes)
6. Gentle Rain – 4:58 (Luiz Bonfà)
7. We've Only Just Begun – 3:17 (Roger Nichols, Paul Williams)
8. God Bless the Child – 4:54 (Billie Holiday, Arthur Herzog, Jr.)
9. Gloomy Morning – 5:19 (Hans Salomon)
10. Gentle Eyes – 3:28 (Fritz Pauer)
11. Some Other Time – 5:59 (Leonard Bernstein, Betty Comden, Adolph Green) – Bonus Track[3]

- Brano numero 11 (Bonus Track): registrato nell'estate del 1971  a New York (Stati Uniti)

## Musicisti
- Art Farmer - flicorno
- Robert Demmer - tromba
- Robert Politzer - tromba
- Garney Hicks - trombone
- Hans Low - flauto alto
- Leszek Zadlo - sassofono soprano, sassofono tenore
- Hans Salomon - sassofono alto, clarinetto basso
- Hans Grotzer - concertmaster
- Toni Stricker - concertmaster
- Wladi Cermac - violino
- Paul Fickl - violino
- Johann Fuchs - violino
- Herbert Heide - violino
- Erich Koritschoner - violino
- Bruno Mayr - violino
- Kurt Plaschka - violino
- Wolfgang Reichert - violino
- Walter Topf - violino
- Heinz Fussganger - violoncello
- Bruno Schimann - violoncello
- Dagmar Sothje - violoncello
- Gerhard Zatshek - violoncello
- Fritz Pauer - pianoforte, pianoforte elettrico
- Richard Oesterreicher - chitarra
- Julius Scheybal - chitarra
- Rudolf Hansen - contrabbasso
- Jimmy Woode - contrabbasso
- Erich Bachträgl - batteria
- Jula Koch - percussioni
- Stephanie - voce
- Johannes Fehring - conduttore musicale
- Hans Salomon - arrangiamenti[2]

Brano CD numero 11
- Art Farmer - flicorno
- Jimmy Heath - sassofono tenore, sassofono soprano, flauto
- Cedar Walton - pianoforte
- Samuel Jones - contrabbasso
- Billy Higgins - batteria
- James Forman-Mtume - congas
- Warren Smith - percussioni